# Gánovce
Gánovce (węg. Gánócz, niem. Gansdorf, dawniej zwane Villa Ganau, Gánfalva, Ganfal, Ganowecz, Gánóc) – wieś (obec) na Słowacji, w kraju preszowskim, w powiecie Poprad.
W 2011 roku zamieszkiwało ją 1249 osób. Gánovce słyną z bogatej historii oraz występowania na ich obszarze wód mineralnych. Mimo bliskości Popradu, który należy do zlewiska Bałtyku, Gánovce należą do zlewiska Morza Czarnego. Przez Gánovce płynie Gánovský potok, który wpada do Hornadu. Pierwsza wzmianka o wsi pochodzi z 1317 roku.
W 1926 r. w złożu trawertynu znaleziono tu unikatowy odlew czaszki człowieka neandertalskiego sprzed 120 tys. lat. Znalezisko to ocalił dla potomnych Béla Hajts, przyrodnik i krajoznawca z Nowej Wsi Spiskiej.
W miejscowości jest przystanek kolejowy Gánovce.